# برامج منتهكة للخصوصية
البرامج منتهكة للخصوصية هي فئة من البرمجيات التي تنتهك خصوصية المستخدم وتقوم بجمع المعلومات عنه وعن جهازه دون علمه أو موافقته المسبقة. يُشار إلى هذه البرامج أحيانًا باسم «برامج التجسس»، غير أنها تسمية غير دقيقة، فعلى عكس برامج التجسس التي تستغل المعلومات دائما لأنشطة غير قانونية، يُمكن للبرامج منتهكة الخصوصية أن تقوم بجمع المعلومات لهدف تخريبي أو غير تخريبي، ففي مُعظم الأحوال، تُستخدم البيانات المجمعة من خلال البرامج المنتهكة للخصوصية للأغراض التجارية والتسويقية، مثل بيعها للمعلنين أو لجهات خارجية أخرى.

## التعريف
كان مهندس البرمجيات الأمريكي ستيف جيبسون هو أول من صاغ وصف برامج التجسس في مطلع عام 2000، بعدما اكتشف برنامجًا ثُبّت على حاسوبه لكي يسرق معلوماته الشخصية. ويُشير مًصطلح برنامج التجسس إلى أي برنامج يعمل في الخلفية دون علم المُستخدم ودون موافقته مستغلا اتصال هذا المُستخدم بالإنترنت. وعلى الرغم من كثرة التعريفات التي تصف برامج التجسس، فإن جميعها تتضمن جانبين أساسيين، وهما درجة موافقة المستخدم المرتبطة بها، ومستوى التأثير السلبي الذي تُحدثه على المستخدم ونظامه الحاسوبي. وبسبب التعريفات العديدة التي تصف برامج التجسس، توصل تحالف مكافحة برامج التجسس، المُشكّل من جماعات المصلحة العامة والجمعيات التجارية وشركات مكافحة برامج التجسس، إلى أن استخدام مصطلح برامج التجسس يجب أن يكون على مستويين تجريديين مختلفين، أحدهما هو المستوى البسيط، والذي يُعرف برنامج التجسس وفقًا للمعنى الضيق بأنه أي برنامج للتتبع يُنشر دون إشعار أو موافقة أو سيطرة كافية من المستخدم، ولا يشمل هذا التعريف جميع أشكال برامج التجسس. أمّا التعريف الأشمل والأوسع لبرامج التجسس، والذي يتوافق مع تعريف لجنة معايير البرمجيات لبرامج التجسس بأنها تلك التقنيات التي تُنشر دون الحصول على الموافقة والأذونات المُناسبة من المستخدم المناسبة، أو التي تُطبّق بطرق تحد من قدرات المستخدم على التحكُّم في:
- التغييرات الجوهرية التي تؤثر على تجربة المستخدم أو خصوصيته أو أمان النظام.
- استخدام موارد النظام، بما في ذلك البرامج المُثبّتة على أجهزة الحواسيب.
- جمع واستخدام وتوزيع معلوماته الشخصية أو معلوماته الحساسة الأخرى.

حاولت مجموعة ستوب باد وير أيضًا تقديم تعريف دقيق لبرامج التجسس، وهي مجموعة تضم بين أعضائها أشخاصًا من العاملين في جهات فاعلة مثل كلية الحقوق بجامعة هارفارد، وجامعة أكسفورد، وشركة جوجل، وشركة لينوفو، وشركة صن مايكروسيستمز. وكانت مجموعة ستوب باد وير هي من أدخلت مصطلح البرمجيات الخبيثة للدلالة على ما يلي:
- البرامج والتطبيقات التي تعمل في الخلفية بشكل غير مُصرح به، وتُجري تغييرات لا رجعة فيها.
- البرامج والتطبيقات التي تعمل دون الإفصاح للمستخدم عن ما تنتوي القيام به بلغة واضحة وصريحة وغير تقنية.
- البرامج والتطبيقات التي تعمل دون الحصول على أذونات صريحة من المُستخدم لعمل أي جزء بها.

يُعزى هذا الاختلافٌ بين المستخدمين والمؤسسات حول تعريف مصطلح «برامج التجسس» إلى التقديرات الشخصية لهؤلاء المُستخدمين. فما يعتبره بعض المستخدمين برامجًا مشروعة قد يعتبره آخرون برامج تجسس. ومع ازدياد شيوع استخدام مصطلح «برامج التجسس»، ظهرت مُصطلحات مُشابهةٌ وبدأت تُستخدم للإشارة إلى فئات مُتنوعة من البرمجيات مثل «برامج التتبع» و«البرمجيات الخبيثة» و«البرامج الضارة» لتمييزها عن برامج التجسس، ثُم طُرح بعد ذلك مصطلح «البرامج المُنتهكة للخصوصية» ليشمل جميع هذه البرامج.

## التصنيف
يمكن تصنيف البرمجيات المنتهكة للخصوصية انطلاقًا من السمات الرئيسية المميزة لها، والتي تتمثل في كونها تعمل في الخلفية دون موافقة المستخدم، ويمكن أن تتسبب له في عواقب سلبية مباشرة. تُصنّف البرامج المُنتهكة للخصوصيّة وفقًا لدرجة حصولها على موافقة المستخدم إلى برامج ذات موافقة منخفضة أو متوسطة أو عالية، بينما تُصنف وفقًا لدرجة العواقب السلبية المباشرة الناجمة عنها إلى برامج مقبولة العواقب وبرامج متوسطة العواقب السلبية المباشرة وبرامج شديدة العواقب السلبية المباشرة. يسمح هذا التصنيف للمطورين والمستخدمين بالتمييز أولاً بين البرامج المشروعة وبرامج التجسس، وكذلك بين برامج التجسس والبرمجيات الخبيثة، إذ يجب اعتبار جميع البرامج التي تتمتع بموافقة مستخدم منخفضة، أو التي تكون ذات عواقب سلبية مباشرة شديدة، برمجيات خبيثة، بينما ينبغي اعتبار أي برنامج يتمتع بموافقة مستخدم عالية، ويؤدي إلى عواقب سلبية مباشرة مقبولة هو برنامج مشروع. وبموجب نظام التصنيف هذا، فإن المجموعة المتبقية من البرامج يُمكن أن تندرج تحت تصنيف برامج التجسس، أي أن البرامج التي تتمتع بموافقة مستخدم متوسطة، أو التي تكون ذات عواقب سلبية مباشرة متوسطة تكون هي برامج التجسس. كذلك يُقسّم نظام التصنيف هذا العواقب السلبية الناجمة عن البرامج المنتهكة للخصوصية إلى عواقب سلبية مباشرة وغير مباشرة، بحيث تُشير العواقب السلبية المُباشرة إلى أي سلوك سلبي صُمّم البرنامج لتنفيذه، بينما تُشير العواقب السلبية غير المُباشرة إلى التهديدات الأمنية الناتجة عن مجرد تشغيل البرنامج على النظام. ومن أمثلة العواقب السلبية غير المباشرة خطر استغلال ثغرات البرامج في البرامج التي تُنفّذ على أنظمة المستخدمين دون علمهم.